# Saint-Aquilin-de-Pacy
Saint-Aquilin-de-Pacy település Franciaországban, Eure megyében. Lakosainak száma 505 fő (2018. január 1.). Saint-Aquilin-de-Pacy Caillouet-Orgeville, Croisy-sur-Eure, Fains, Le Plessis-Hébert és Pacy-sur-Eure községekkel határos.

## Népesség
A település népessége az elmúlt években az alábbi módon változott:
| Lakosok száma | 454  | 466  | 444  | 439  | 529  | 568  | 573  | 561  | 548  | 505  |
|               | 1968 | 1975 | 1982 | 1990 | 1999 | 2011 | 2013 | 2015 | 2017 | 2018 |